# Lowriderz
Lowriderz – группа из Санкт-Петербурга, играющая в стилях стоунер-рок и сатерн-рок. Lowriderz выпустили один полноформатный альбом и два мини-альбома. Группа успела выступить на разогреве у таких исполнителей как, Оззи Осборн, Iron Maiden, Deep Purple, Black Sabbath и Red Fang.

## История
Группа Lowriderz была основана в 2010 году в Санкт-Петербурге. Название Lowriderz было придумано барабанщиком группы. В первоначальный состав вошли барабанщик Максим Знаевский, басист Сергей Рязанцев, гитарист Александр Заличев и вокалист Станислав Гордеев. В 2010 году был выпущен мини-альбом «Ride the Walrus». Коллектив был выбран Оззи Осборном для разогрева на концерте, прошедшем в Санкт-Петербурге 11 сентября 2010 года. В апреле-мае 2011 года прошло турне по России «Goin' Down South Tour». 10 июля 2011 года Lowriderz выступили в Санкт-Петербурге на разогреве у Iron Maiden  В 2011 году песня «Empty Lies» с мини-альбома попала в саундтрек фильма 
Вдребезги. В ноябре 2011 года в группе появился новый гитарист Александр Лебедев. Весной 2012 года вышел дебютный альбом под названием «Groovy Grindstone», в диджипак-версию альбома вошёл DVD, на котором представлена запись выступления с разогрева Iron Maiden. Осенью 2012 года вышел первый клип группы на песню «Cold Planet Earth». В ноябре 2012 года в группу пришёл новый вокалист Константин. Музыканты Lowriderz появились в двух документальных фильмах, посвящённых  тяжёлой музыке в России: «Get True Stay Loud» и «Андеграунд: как не стать звездой». Оба фильма вышли в 2012 году. 08 ноября 2013 года Lowriderz выступили на концерте Deep Purple. Клип на песню Take Care Of My Horse с грядущего мини-альбома был выпущен 31 декабря 2013 года. 3 июня 2014 группа выступила на концерте Black Sabbath в Санкт-Петерубрге. Тогда же в группу вернулся Станислав Гордеев. 19 марта 2016 года Lowriderz представили мини-альбом «7 Foot Turbodiesel», работа над которым продолжалась несколько лет.

## Дискография
- Ride the Walrus (2010, мини-альбом)
- Groovy Grindstone (2012)
- Cold Planet Earth (2012, клип)
- Take Care Of My Horse (2013, клип)
- 7foot Turbodiesel (2016, мини-альбом)

## Состав группы

### Текущий состав
- Максим Знаевский — барабанщик (2010 — 12.10.2024 )
- Сергей Рязанцев — басист (2010 — наст. вр.)
- Станислав Гордеев — вокалист (2010-2012, 2014 — наст. вр.)
- Александр Лебедев — гитарист (2011 — наст. вр.)

### Бывшие участники
- Александр Заличев — гитарист (2010-2011)
- Константин — вокалист (2012-2014)

## Интервью
- Lowriderz на канале НТВ (10.09.2010)
- Интервью на радио Rock Online (19.11.2010)
- Интервью на радио Рокс (30.05.2011)
- Интервью на радио Rock Online (25.09.2011)
- Интервью на радио Rock Online (09.05.2012)
- Интервью интернет-каналу Mazdai.tv  (28.05.2012)
- Интервью сайту Riffdealers (24.03.2016)